# Krzysztof Diks
Krzysztof Marian Diks (ur. 15 sierpnia 1956) – polski matematyk i informatyk, profesor nauk matematycznych. Specjalizuje się w algorytmach i strukturach danych, obliczeniach równoległych i rozproszonych oraz w teorii grafów. Profesor zwyczajny i były dyrektor Instytutu Informatyki Wydziału Matematyki, Informatyki i Mechaniki Uniwersytetu Warszawskiego. W latach 2016−2021 przewodniczący Polskiej Komisji Akredytacyjnej. Popularyzator informatyki i wychowawca medalistów międzynarodowych olimpiad informatycznych.

## Życiorys
Studia informatyczne ukończył na Uniwersytecie Warszawskim, gdzie następnie został zatrudniony i zdobywał kolejne awanse akademickie. Habilitował się w 1998 na podstawie oceny dorobku naukowego i rozprawy pt. Algorytmy komunikacji w sieciach z usterkami. Tytuł naukowy profesora nauk matematycznych otrzymał w 2007. Członek Komitetu Informatyki PAN oraz Rady do spraw Informatyzacji Edukacji. Od stycznia 2016 pełni funkcję przewodniczącego Polskiej Komisji Akredytacyjnej V kadencji (2016–2019). W IV kadencji PKA 2012–2015 był przewodniczącym Zespołu Nauk Ścisłych. Jest członkiem rady Centrum Otwartej i Multimedialnej Edukacji UW. Współautor wytycznych kształcenia informatycznego z roku 2007. Był inicjatorem pierwszego internetowego konkursu programistycznego „Pogromcy Algorytmów”, którego kontynuacją jest konkurs Potyczki Algorytmiczne.
Krzysztof Diks jest wychowawcą kilkudziesięciu medalistów międzynarodowych olimpiad informatycznych. Opiekun i nauczyciel mistrzów świata w programowaniu zespołowym w latach 2003 i 2007. Współorganizator Akademickich Mistrzostw Świata w Programowaniu Zespołowym w Warszawie (2012). Od 1993 członek, a od 1999 przewodniczący Komitetu Głównego Olimpiady Informatycznej.
Wraz z Lechem Banachowskim i Wojciechem Rytterem napisał wielokrotnie wznawiany podręcznik Algorytmy i struktury danych (Wydawnictwa Naukowo-Techniczne, Warszawa 2006, ISBN 83-204-3224-3). Ponadto jest współautorem tłumaczeń na język polski klasyki literatury algorytmicznej, m.in. Wprowadzenia do algorytmów Thomasa H. Cormena oraz Sztuki programowania Donalda Knutha. 
Swoje prace publikował w takich czasopismach jak m.in. „Journal of Algorithms”, „SIAM Journal on Computing” „Parallel Processing Letters”, „SIAM Journal on Discrete Mathematics” oraz „IEEE Transactions on Computers”.